# Ernst Wackenroder

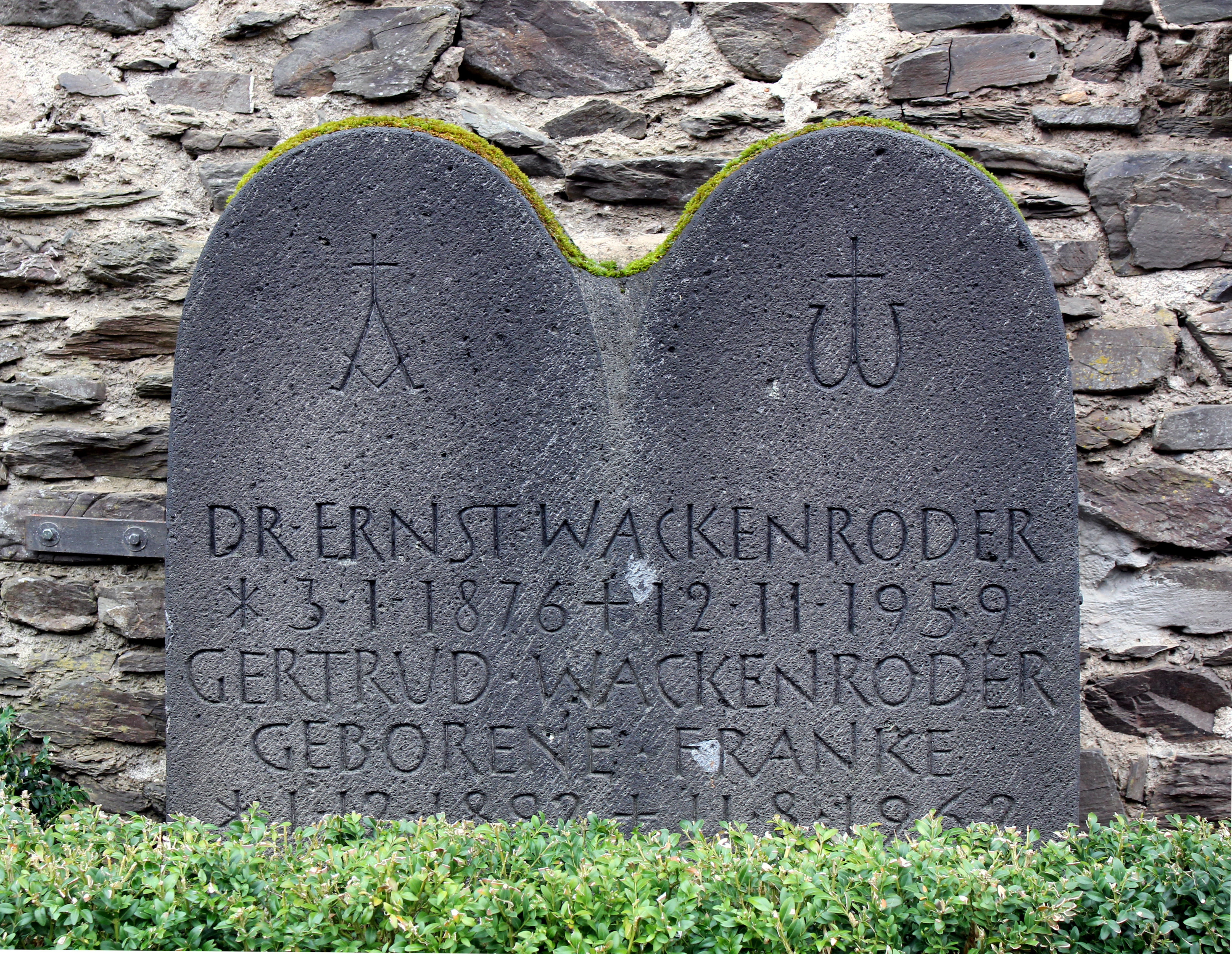
Grabstein der Eheleute Wackenroder am alten Kirchturm auf dem Friedhof von Karden

Ernst Wackenroder (geboren am 3. Januar 1876 in Uelzen; gestorben am 12. November 1959 in Karden) war ein deutscher Kunsthistoriker und Denkmalpfleger.

## Herkunft und Ausbildung
Als Sohn des Arztes Otto Wackenroder und der Elisabeth Wackenroder, geb. Bergert, wurde Ernst Wackenroder in Uelzen geboren, wuchs aber überwiegend in Hannover auf, wo sein Vater sich als Arzt niedergelassen hatte. Dort besuchte er auch zunächst das Kaiser-Wilhelm-Gymnasium, bevor er auf das Auguste-Victoria-Gymnasium in Linden wechselte. Ostern 1897 erhielt er das Reifezeugnis.
Seine Studien begann Wackenroder in München, wo er an der Universität ein Semester Kunstgeschichte studierte und parallel einen Kurs zu Zeichenübungen an der dortigen Technischen Hochschule belegte. Am 7. Oktober 1897 immatrikulierte Wackenroder sich an der Technischen Hochschule in Hannover, wo er bis zum Sommer 1899 über vier Semester die Abteilung für Architektur besuchte, bevor er in gleicher Studienrichtung bis Ostern 1902 an die Technische Hochschule in Berlin wechselte. Nach einer zweijährigen Unterbrechung nahm er Ostern 1904 das kunstgeschichtliche und philosophische Studium wieder auf, für ein Semester in Berlin und danach drei Semester an der Vereinigten Friedrichs-Universität Halle-Wittenberg. Dort promovierte er am 10. Juli 1906 zum Doktor der Philosophie. Seine Dissertation behandelte „Das heilige Grab in der Stiftskirche zu Gernrode“.
Während seiner Studienzeit besuchte Wackenroder Vorlesungen und Lehrstunden einer Vielzahl von Professoren und Privatdozenten, darunter Hubert Stier, August Thiersch, Reinhard Kekulé von Stradonitz, Johann Eduard Jacobsthal, Johannes Otzen, Franz Reber, Wilhelm Heinrich Riehl, Adolf Warschauer, Johannes Vollmer, Alois Riehl, Christoph Hehl und Adolph Goldschmidt. Goldschmidt gab ihm auch das Thema für seine Dissertation auf.

## Inventarisation von Kunstdenkmälern

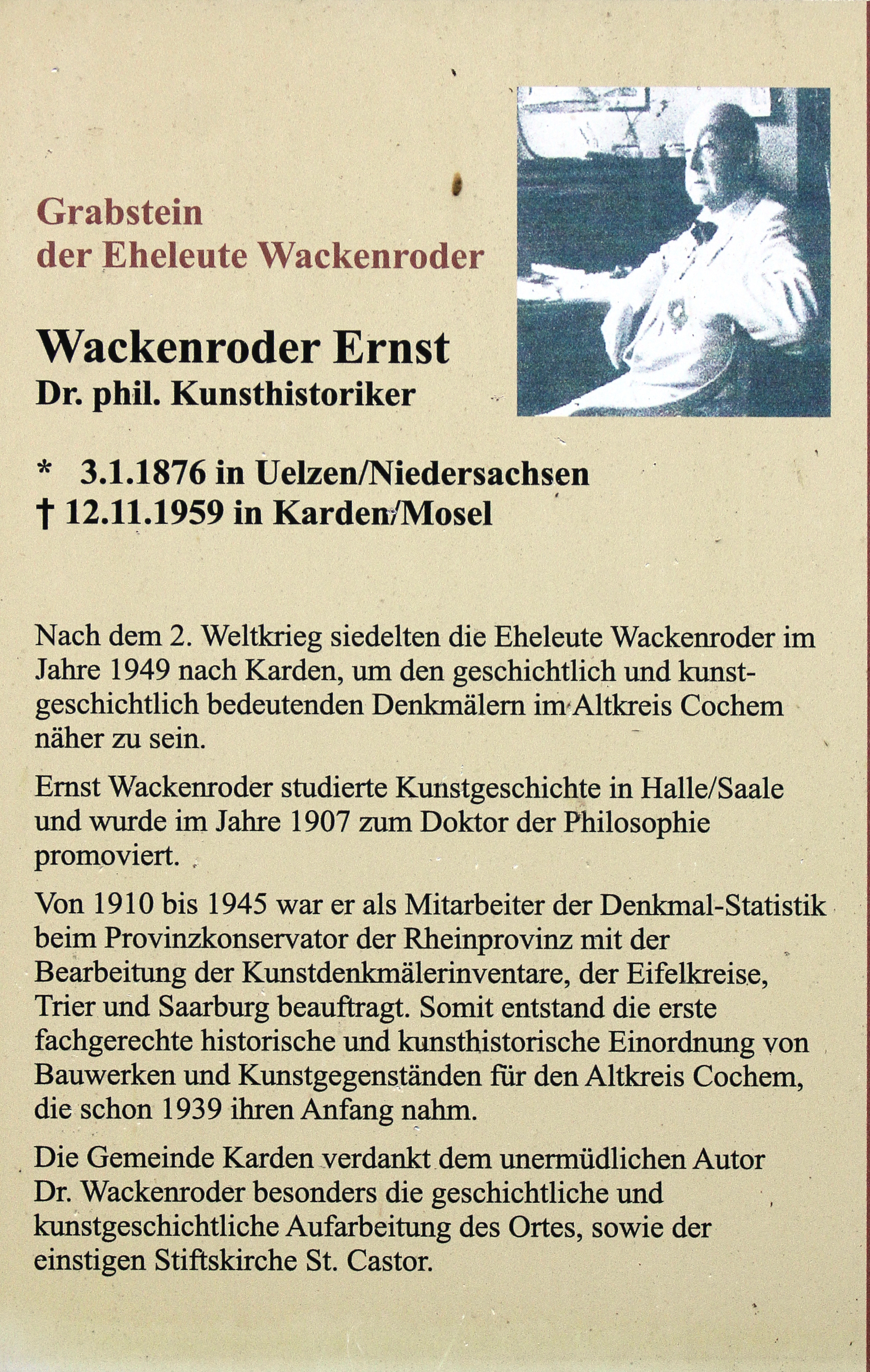
Gedenktafel für Ernst Wackenroder neben dem Grabstein in Karden

Am 15. Juli 1910 trat Wackenroder als Assistent bei der Kommission für die Denkmälerstatistik der Rheinprovinz in die Dienste des Provinzialverbandes der Rheinprovinz. Nachdem während der zwei vorangegangenen Jahrzehnte im Wesentlichen die Kunstdenkmäler der Regierungsbezirke Aachen, Düsseldorf und Köln inventarisiert worden waren, erarbeitete er dort unter der Leitung und Herausgeberschaft von Paul Clemen die Inventare für weite Teile der Eifel bzw. des Regierungsbezirks Trier.
Wackenroder bereiste ab 1910 die Landkreise Bitburg, Prüm und  Wittlich. Der Besuch des Kreises Daun konnte bis zum Kriegsbeginn im August 1914 nicht abgeschlossen werden. Im Wesentlichen waren die Denkmäler der zentralen Eifelkreise vor dem Ersten Weltkrieg inventarisiert; wegen des Krieges wurden die Arbeiten unterbrochen und erst 1919 wieder aufgenommen. Es dauerte bis in die zweite Hälfte der 1920er Jahre, bis die ersten Inventare zur Eifel erschienen. Mit der Publikation der ersten Teilbände, die Wackenroder federführend betreute, setzte die Bearbeitung weiterer Landkreise ein. So begannen im Jahr 1927 die Vorarbeiten für das Inventar des Landkreises Trier (1931 Bereisung durch Wackenroder). 1928 bereiste er dann den Kreis Schleiden erneut, nachdem Heinrich von Behr, der Sohn des ehemaligen Regierungs- und Baurats bei der Regierung Trier, Anton von Behr, diesen bereits 1910 erstmals besucht hatte. Es folgten 1932 der Kreis Wittlich und 1933 der Kreis Saarburg. Sein letztes Kunstdenkmälerinventar, zugleich sein umfangreichstes, wurde bedingt durch den Zweiten Weltkrieg erst nach Kriegsende abgeschlossen. Noch im Laufe des Jahres 1939 hatte Wackenroder begonnen, den damaligen Kreis Cochem zu bereisen. 
Mit Erreichen der Altersgrenze am 3. Januar 1941 hätte Wackenroder pensioniert werden können, blieb aber wegen der Kriegsverhältnisse bis 1945 weiter im Dienst. Nach seiner Pensionierung setzte er die Arbeiten im Kreis Cochem 1947 fort. Im Jahr 1949 zog er zudem mit seiner Frau Gertrud, die ihn bei seinen Arbeiten begleitete und unterstützte, selbst in den Kreis nach Karden, um die erforderlichen Reisen durchzuführen. Kurze Zeit nach der Herausgabe des ursprünglich zweibändigen Cochemer Inventars starb Wackenroder.
Die von Clemen eingeleitete Inventarisation der Kunstdenkmäler der Rheinprovinz bildet durch die langwierige und kostenintensive Erstellung von Großinventaren dieser Art unverändert die Basis der denkmalpflegerischen Recherche in weiten Teilen der ehemaligen Preußischen Rheinprovinz. Ernst Wackenroder hat mit der Erstellung von sieben der insgesamt 56 erstellten Teilbände an diesem Werk einen großen Anteil. Der damalige Landeskonservator von Rheinland-Pfalz, Magnus Backes, schrieb 1984, anlässlich der Neuauflage des Kunstdenkmälerinventars zu dem Kreis Cochem in seinem Vorwort: „Es erscheint allerdings angemessen, wenn auch die inzwischen nachgewachsene Generation der Denkmalpfleger die Neuauflage seines letzten und umfangreichsten Werkes zum Anlaß nimmt, Dank, Respekt und Bewunderung für ein bisher in Fülle und Sorgfalt nicht übertroffenes Lebenswerk auszusprechen.“
Ernst Wackenroder ist auf dem Friedhof von Karden am alten Kirchturm beerdigt. Eine Gedenktafel erinnert an sein Werk.

## Schriften
- Das heilige Grab in der Stiftskirche zu Gernrode. (Dissertation, Universität Halle-Wittenberg, Halle 1907)
- Die Kunstdenkmäler des Kreises Bitburg. (Bearb.) (=Die Kunstdenkmäler der Rheinprovinz, 12. Band, I. Abt.), L. Schwann, Düsseldorf 1927 (Unveränderter Nachdruck durch die Akademische Buchhandlung Interbook, Trier 1983, ISBN 3-88915-006-3).
- Die Kunstdenkmäler des Kreises Prüm. (Bearb.) (=Die Kunstdenkmäler der Rheinprovinz, 12. Band, II. Abt.), L. Schwann, Düsseldorf 1927 (Unveränderter Nachdruck durch die Akademische Buchhandlung Interbook, Trier 1983, ISBN 3-88915-007-1).
- Die Kunstdenkmäler des Kreises Daun. (Bearb.) (=Die Kunstdenkmäler der Rheinprovinz, 12. Band, III. Abt.), L. Schwann, Düsseldorf 1928 (Unveränderter Nachdruck durch die Akademische Buchhandlung Interbook, Trier 1983, ISBN 3-88915-005-5).
- Die Kunstdenkmäler des Kreises Schleiden. (Bearb.) In Verbindung mit Johannes Krudewig und Hans Wink (=Die Kunstdenkmäler der Rheinprovinz, 11. Band, II. Abt.), L. Schwann, Düsseldorf 1932 (Unveränderter Nachdruck Pädagogischer Verlag Schwann-Bagel, Düsseldorf 1982, ISBN 3-590-32116-4).
- Die Kunstdenkmäler des Kreises Wittlich. (Bearb.) (=Die Kunstdenkmäler der Rheinprovinz, 12. Band, IV. Abt.), L. Schwann, Düsseldorf 1934 (Unveränderter Nachdruck durch die Akademische Buchhandlung Interbook, Trier 1982).
- Die Kunstdenkmäler des Landkreises Trier. (Bearb.) in Verbindung mit Heinrich Neu (=Die Kunstdenkmäler der Rheinprovinz, 15. Band, II. Abt.), L. Schwann, Düsseldorf 1936 (Unveränderter Nachdruck durch die Akademische Buchhandlung Interbook, Trier 1981).
- Die Kunstdenkmäler des Kreises Saarburg. (Bearb.) in Verbindung mit Heinrich Neu und mit Beiträgen von Hans Eiden (=Die Kunstdenkmäler der Rheinprovinz, 15. Band, III. Abt.), L. Schwann, Düsseldorf 1939 (Unveränderter Nachdruck durch die Akademische Buchhandlung Interbook, Trier 1982).
- Die Kunstdenkmäler des Landkreises Cochem. (Bearb.) (=Die Kunstdenkmäler von Rheinland-Pfalz, Band 3 in 2 Teilen), Deutscher Kunstverlag, München 1959 (Unveränderter Nachdruck 1984, ISBN 3-422-00561-7).